# 杂语
杂语（heteroglossia）是俄罗斯文学理论家米哈伊尔·米哈伊洛维奇·巴赫京在1934年的论文《Слово в романе》中提出的一個概念，是指语言在發展過程中形成了方言、標準語以及各種不同社会意识的语言，如社会集团、职业、体裁、性别以及几代人的语言。